# Jiří Strach
Jiří Strach (* 29 de septiembre de 1973 en Praga) es un director y actor checo. Es el director de la película Anděl Páně de 2005, que en su estreno televisivo se convirtió en la película más vista del año 2006. Como actor, es más conocido por la película Lotrando a Zubejda, donde interpretó el papel del joven Lotrando.

## Educación
Asistió a la Escuela Primaria Puerta de los Idiomas en la calle Ostrovní de Praga. Después de terminar el Gymnasium Jana Nerudy, eligió la carrera de dirección en la Facultad de Cine y Televisión de la Academia de Artes Escénicas de Praga (FAMU). Ingresó en la universidad en 1991 en la clase del profesor Dušan Klein.

## Carrera profesional
Desde niño apareció como actor en papeles cinematográficos. Entre 1999 y 2002 fue asistente de cátedra de dirección en la FAMU, y desde 2005 es profesor de la cátedra de creación en la Academia de Cine Miroslav Ondříček en Písek.
Desde sus estudios se ha dedicado más a la dirección, principalmente para televisión. Su primer largometraje fue la película navideña Anděl Páně de 2005, que se convirtió en la película más vista del año 2006 en su estreno televisivo. Su segunda película, Vrásky z lásky (2012), fue el regreso de la pareja actoral Jiřina Bohdalová y Radoslav Brzobohatý. En 2016 dirigió la exitosa secuela Anděl Páně 2 y anunció que no se opondría a una tercera parte si hubiera un buen guion.
En 2007 recibió el premio Elsa de la Academia Checa de Cine y Televisión (ČFTA) por la dirección del drama Operace Silver A. y al año siguiente por BrainStorm.
En 2010, el Arzobispo de Praga, el cardenal Dominik Duka, lo nombró miembro del Consejo de Medios de Comunicación de la Conferencia Episcopal Checa. En junio de 2020 fue nombrado asesor en el área de medios de comunicación por el Obispo de Litoměřice, Mons Jan Baxant.
En febrero de 2021, el ministro de Relaciones Exteriores Tomáš Petříček lo nombró embajador de buena voluntad con la misión de promover la buena imagen de la República Checa en el extranjero.
También es receptor de la Orden de Santa Águeda, una condecoración estatal de San Marino, que recibió por su papel en la mediación de ayuda humanitaria checa a San Marino durante la primera ola de la Pandemia de COVID-19 en la primavera de 2020.
En el concurso Prix Europa 2014 en Berlín, su película Osmy ganó en la categoría de Ficción para Televisión y obtuvo el premio al Mejor Drama de Televisión Europeo.
Es miembro de la Academia Checa de Cine y Televisión (ČFTA).

## Vida personal
Tiene un hermano mayor que es médico.En 2006 se casó con su novia Magdalena Stupková, no tienen hijos. Es católico practicante y terciario dominico.

## Filmografía

### Director

#### Cine[10]
- 2005 – El ángel del Señor (Anděl Páně)
- 2012 – Arrugas de amor (Vrásky z lásky)
- 2016 – El ángel del Señor 2 (Anděl Páně 2)
- 2023 – Siete iglesias (Sedmikostelí)
- 2023 – Largo, Ancho y Agudo de Vista – película en preparación (Dlouhý, Široký a Bystrozraký)

#### Televisión
- 1995 – Arrodíllate y toca las campanas (Klekání zvoníme)
- 1997 – Testimonio (Svědectví)
- 1997 – Joven químico (Mladý chemik)
- 1998 – Genio de la patria (Genij vlasti)
- 2000 – En el castillo (Na zámku)
- 2001 – Aroma de vainilla (Vůně vanilky)
- 2002 – La masacre de la familia Green (Vyvraždění rodiny Greenů)
- 2003 – Roca despierta (Probuzená skála)
- 2005 – La inundación (Povodeň)
- 2005 – 2+1 con Miroslav Donutil (2+1 s Miroslavem Donutilem)
- 2007 – Tres vidas (Tři životy)
- 2007 – Operación Silver A (Operace Silver A)
- 2007 – La chica que pisó el pan (O dívce, která šlápla na chléb)
- 2008 – BrainStorm (BrainStorm)
- 2009 – La trampa del diablo (Ďáblova lest)
- 2011 – El idioma de Santini (Santiniho jazyk)
- 2011 – Encuentro con una estrella: Jana Hlaváčová (Setkání s hvězdou: Jana Hlaváčová)
- 2011 – Encuentro con una estrella: Dagmar Havlová (Setkání s hvězdou: Dagmar Havlová)
- 2012 – Puerta perdida (Ztracená brána)
- 2012 – El desafortunado (Šťastný smolař)
- 2012 – Los mejores estudiantes (Nejlepší Bakaláři)
- 2013 – Ocho (Osmy)
- 2015 – Laberinto, serie (Labyrint, seriál)
- 2015 – Corona de San Juan (Svatojánský věneček)
- 2019 – La jaula (Klec)
- 2022 – Profesor titular (Docent)
- 2024 – Santa (Svatá)

### Actor

#### Cine
- 1986 – La muerte de los bellos ciervos (Smrt krásných srnců)
- 1987 – Señores Edison (Páni Edisoni)
- 1989 – Camino al suroeste (Cesta na jihozápad)
- 1991 – Cantemos una canción juntos (Pějme píseň dohola)
- 1995 – El profesor de baile (Učitel tance)
- 1997 – Lotrando y Zubejda (Lotrando a Zubejda)
- 2009 – ¡Vivan los caballeros! (Ať žijí rytíři!)

#### Televisión
- 1987 – El hámster en la camisa de noche (Křeček v noční košili) (serie TV)
- 1987 – Museo de la patria (Heimatmuseum) (serie TV)
- 1992 – El sexteto correcto (Správná šestka) (serie TV)
- 1994 – Éramos cinco (Bylo nás pět) (serie TV)
- 1995 – Payasos para el día a día (Bubáci pro všední den)
- 1996 – El cuñado de Drácula (Draculův švagr) (serie TV)
- 1999 – Coche robado (Ukradený automobil)
- 1999 – Romeo, Julieta y la oscuridad (Romeo, Julie a tma)
- 1999 – Fantasma (Strašidlo)
- 2000 – Espadas que suenan (Zvonící meče)
- 2000 – Estoy sorprendido (To jsem z toho jelen) (serie TV)
- 2001 – Espadas milagrosas (Zázračné meče)
- 2001 – Incendio y Kiliján (Vohnice a Kiliján)
- 2001 – Bastón plateado (Strieborná Háta)
- 2001 – Elixir y Halíbela (Elixír a Halíbela)
- 2001 – Espíritu checo (Duch český) (serie TV)
- 2002 – Lujurioso (Chlípník)
- 2003 – Guardián de almas (Strážce duší) (serie TV)
- 2005 – Barrio bueno (Dobrá čtvrť) (serie TV)
- 2007 – Deslices (Trapasy) (serie TV)
- 2007 – Hombre y sombra (Muž a stín)
- 2007 – Carrusel (Kolotoč)
- 2007 – Condesas (Hraběnky) (serie TV)
- 2011 – El idioma de Santini (Santiniho jazyk) (comparación)

#### Doblaje
- 1988 – El policía sabe karate – Joši Tamano (Takeši)
- 199x – Chicas hermosas – David Arquette (Bobby Conway)
- 199x – Excalibur – Robert Addie (Mordred)
- 1990 – María y Mirabela en la Transistoria – (Bohdan)
- 1991 – Rey Babar – (Babar)
- 2004 – Los Increíbles – Brad Bird (Edna Módní)
- 2007 – El patito feo y yo – (Ošklivák)

#### Diálogos y dirección del doblaje checo
- 199x – El suplente
- 199x – Gran escapada
- 199x – Grease
- 199x – Sangre inocente
- 199x – Policía marítima
- 199x – Flashdance
- 199x – Excalibur
- 199x – Dave
- 199x – Realidad dolorosa
- 199x – Uno y medio policía
- 1993 – Amante
- 1994 – El señor Nanny, o el guardaespaldas personal
- 1994 – Cielo y tierra
- 1994 – Cheque de un millón
- 1994 – Donde no vuelan los águilas
- 1995 – El señor de los libros
- 1995 – Policía marítima
- 1996 – Granjeros, donde sea que mires
- 1996 – Espejo roto
- 1996 – Jade
- 1996 – Agente WC 40
- 1997 – De la jungla a la jungla
- 1997 – Hércules
- 1998 – Leyenda de Mulan
- 1998 – Flubber
- 2000 – Dinosaurio
- 2001 – Atlantis: El imperio perdido
- 2002 – El planeta del tesoro
- 2002 – Lilo & Stitch
- 2003 – Buscando a Nemo
- 2004 – Los Increíbles
- 2004 – En nuestra granja
- 2004 – Hermano Oso
- 2006 – Cars
- 2008 – WALL-E